# 김하늘
김하늘 (한국 한자: 金하늘, 1978년 2월 21일~)은 대한민국의 배우이다.

## 학력
- 서울용곡초등학교 (졸업)
- 양강중학교 (졸업)
- 금옥여자고등학교 (졸업)
- 서울예술대학 영화과 97학번 (졸업)
- 고려대학교 언론대학원 언론학과 전공 (졸업)

## 배우 활동

### 데뷔 초
1998년, 영화 바이 준으로 데뷔하였다.  일찍부터 충무로 관계자들과 PD들로부터 '티 없이 맑아 보이면서도 깊은 절망이 묻어나는 이중적인 이미지를 가진 여배우'로 각광받은 덕택에 곧바로 <해피 투게더>, <햇빛속으로> 등의 드라마의 주연으로 바로 발탁되어 인지도를 높여가며 활동했다.

### 2000년~2004년
그리고 <동감>의 흥행과 더불어서 김하늘의 현재까지 이어져 오고 있는 청순하고 맑은 본인의 이미지를 구축한다. 이듬해 드라마 <피아노>의 비련의 사랑에 빠진 여주인공을 맡으며 연기력을 인정받았고, 2002년에 학생과 선생님의 사랑이라는 파격적인 주제를 다루어 주목을 받았던 드라마 <로망스>에 출연하며 스타의 반열에 올라서기 시작한다. 김하늘을 대표하는 불후의 명대사인 난 선생이고 넌 학생이야도 이때 나왔다. 그리고 2003년에 개봉된 영화 <동갑내기 과외하기>로 대박을 쳤다.
이후, 2004년 한 해에만 드라마 1편, 영화가 3편이나 개봉할 정도로 전성기였으나 <동갑내기 과외하기>만큼의 흥행 신드롬이나 인기는 보여주지는 못했다.

### 2005년~2009년
그러다 2008년 3월에 방영된 드라마 <온에어>에서 거만한 톱스타 '오승아' 역으로 출연하여 '싸가지 없는 여배우'를 완벽하게 연기해내며 드라마의 흥행을 이끌어 그간의 부진을 씻어내고 다시 한번 전성기를 맞는다. 이 드라마전까지 한동안은 히트작에서도 본인보다 작품이나 상대역의 남자배우들에 비해 스포트라이트를 상대적으로 덜 받았다고 한다면 <온에어>는 김하늘이 맡은 캐릭터에 일거수일투족에 집중되며 온전히 스타성을 회복하고 충전한 시기라고 할 수 있다. 연달아 2009년 영화 <7급 공무원>이 흥행에 성공하면서, 드라마와 영화 모두에 먹히는 배우임을 다시 한번 증명해 냄과 동시에 그간의 작품들이 다시 재조명 받으면서 로맨틱 코미디의 여왕이라는 타이틀도 거머쥐게 됐다.

### 2010년~2015년

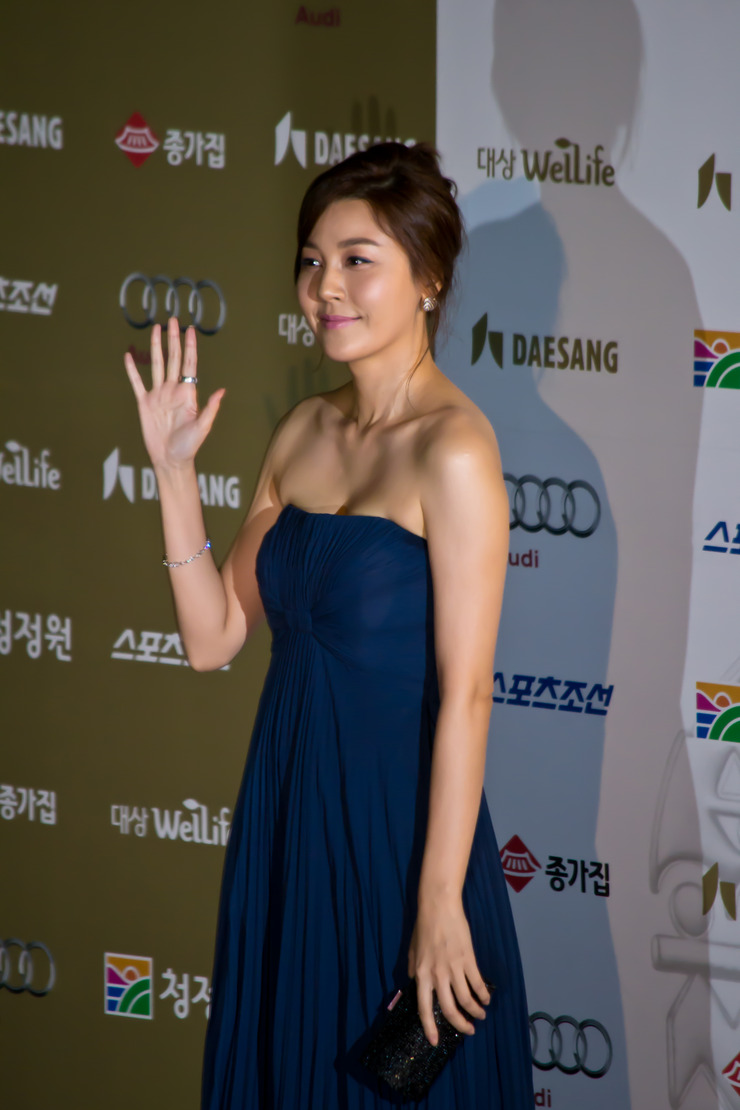
2011년 11월 대종상 영화제에 참석한 김하늘.

2011년 여름에 개봉해 흥행한 영화 <블라인드> 에서, 살인 사건의 목격자가 된 시각장애인 역을 맡아 호평을 받았다. 이 역으로 대종상 영화제와 청룡영화상에서 연속으로 여우주연상을 받았다.
2012년 드라마 <신사의 품격>에 출연해 고등학교 윤리교사인 윤리여신 '서이수' 역할을 맡아 높은 시청률을 기록하며 인기몰이를 했다.
커리어에서 살펴볼 수 있듯이 다양한 연기 폭을 소화하는 배우. 멜로드라마나 로맨틱 코미디 등 장르성이 분명한 작품을 많이 찍은 경험으로 장르적인 연기 노하우가 탄탄해진 덕분에 청순가련형 여주인공부터 털털한 코믹 캐릭터, 도도하고 까칠한 캐릭터까지 다양한 연기가 가능하다. 초기작인 <령>과 <블라인드>를 비교해 보면 그야말로 격세지감. 영화와 TV를 오가며 새로운 장르, 자연스럽게 연기변신을 시도하며 특히나 작품을 고르는 안목과 캐릭터를 소화하는 능력이 뛰어나다는 평을 받고 있다.
데뷔 이후로 늘 주연급만 맡았으며, 한번도 단역 및 조연을 해 본 적이 없는 이력이 있다. 흔히들 말하는 무명 시절을 전혀 겪어보지 않은 스타 중 하나이다. 한 가지 특이점을 더 뽑자면, 맡는 역할의 직업이 주로 선생님이다. 드라마 <로망스>와 <신사의 품격> 두 작품에서 고등학교 선생님으로 나왔고, <해피투게더>에서는 유치원 선생님으로 나왔으며, 영화 <동갑내기 과외하기>에서도 제목에서 알 수 있듯이 과외 선생님 역할. 또한, 2017년에 개봉한 영화는 제목부터 <여교사>이다.

### 2016년~현재

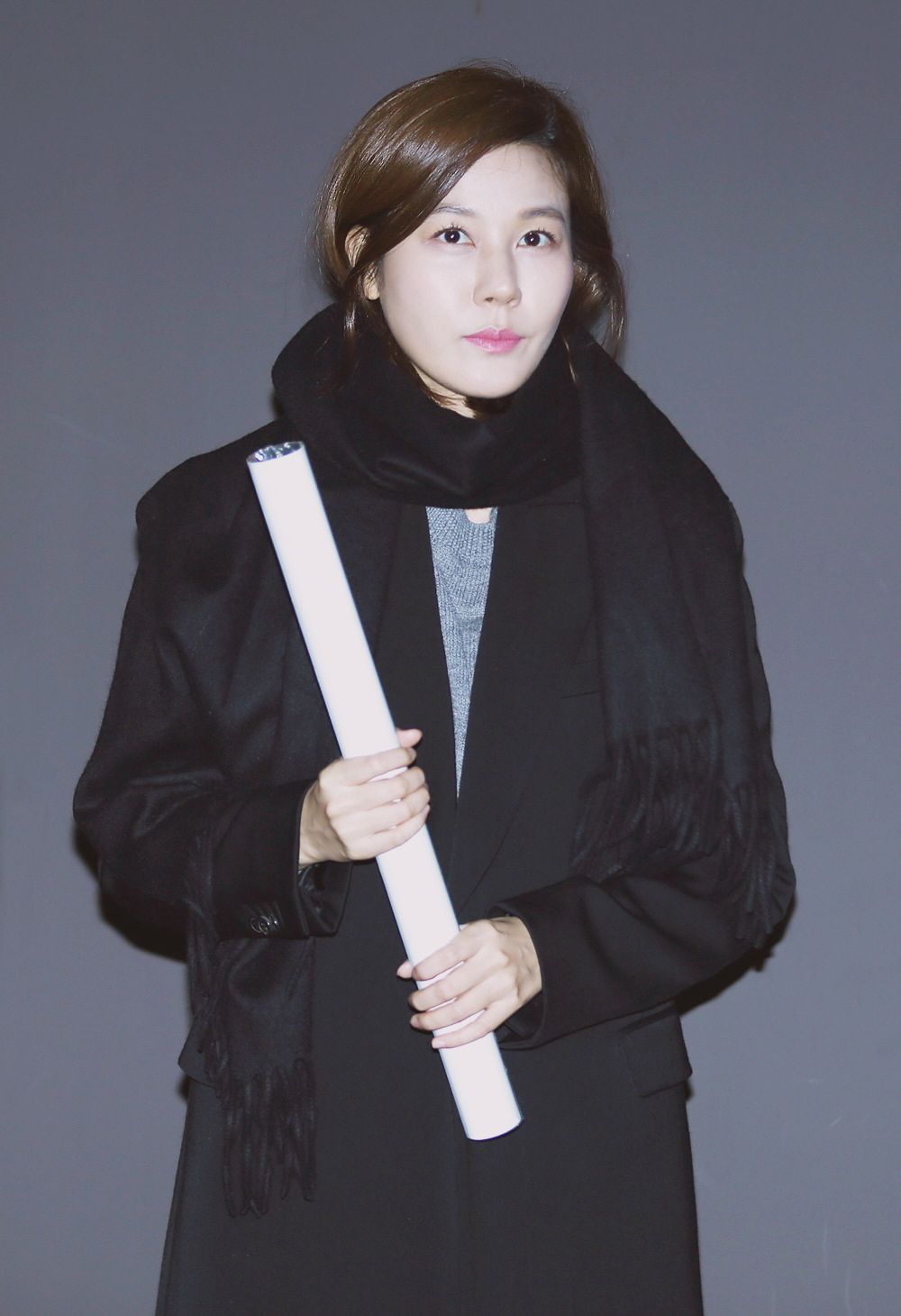
2017년 1월 여교사 무대인사 김하늘.

2016년 멜로드라마 <공항 가는 길>에 승무원 최수아 역으로 출연하였다. 실제로 작품의 서정적인 분위기가 김하늘과 매우 잘 어울린다. 극의 몰입도를 높이는 섬세한 감정 표현에 인생 연기라는 평을 받으며 그 열연을 인정받아 2016년 KBS 연기대상 대상 후보에 올라 최우수상을 수상하는 영예를 안았다.
2019년 JTBC <바람이 분다>에 출연했다. 2020년 JTBC <18 어게인>의 주인공 늦깎이 신입 아나운서 정다정 역으로 출연하였다.

## 작품 목록

### 드라마
- 1998년 MBC 청춘시트콤 《남자 셋 여자 셋》 ... 한나 역
- 1998년 MBC 농촌드라마 《전원일기》 ... 단역
- 1999년 SBS 드라마스페셜 《해피투게더》 ... 진수하 역
- 1999년 MBC 수목 미니시리즈 《햇빛속으로》 ... 정수빈 역
- 2000년 MBC 수목 미니시리즈 《비밀》 ... 이희정 역
- 2001년 SBS 드라마스페셜 《피아노》 ... 이수아 역
- 2002년 MBC 수목 미니시리즈 《로망스》 ... 김채원 역
- 2004년 SBS 드라마스페셜 《유리화》 ... 신지수 역
- 2006년 MBC 수목 미니시리즈 《90일, 사랑할 시간》 ... 고미연 역
- 2008년 SBS 드라마스페셜 《온에어》 ... 오승아 역
- 2009년 SBS, 아사히 tv 한일 특별기획 드라마 《낙원 - 파라다이스》 ... 미경 역
- 2010년 MBC 수목 미니시리즈 《로드 넘버원》 ... 김수연 역
- 2012년 SBS 주말 미니시리즈 《신사의 품격》 ... 서이수 역
- 2016년 KBS2 수목 미니시리즈 《공항 가는 길》 ... 최수아 역
- 2019년 JTBC 월화 미니시리즈 《바람이 분다》 ... 이수진 역
- 2020년 JTBC 월화 미니시리즈 《18 어게인》 ... 정다정 역
- 2022년 tvN 수목 미니시리즈 《킬힐》 ... 우현 역
- 2024년 KBS 미니시리즈 《멱살 한번 잡힙시다》 ... 서정원 역
- 2024년 디즈니+ 오리지널 시리즈 《화인가 스캔들》 ... 오완수 역

### 영화
| 연도 | 제목                       | 역할     | 비고      |
| ---- | -------------------------- | -------- | --------- |
| 1998 | 바이 준                    | 유채영   | 데뷔작    |
| 1999 | 닥터 K                     | 오새연   |           |
| 2000 | 동감                       | 윤소은   |           |
| 2003 | 동갑내기 과외하기          | 최수완   |           |
| 2004 | 빙우                       | 김경민   |           |
| 2004 | 그녀를 믿지 마세요         | 주영주   |           |
| 2004 | 령                         | 민지원   |           |
| 2006 | 청춘만화                   | 진달래   |           |
| 2008 | 6년째 연애중               | 이다진   |           |
| 2009 | 7급 공무원                 | 안수지   |           |
| 2011 | 블라인드                   | 민수아   |           |
| 2011 | 너는 펫                    | 지은이   |           |
| 2016 | 나를 잊지 말아요           | 김진영   |           |
| 2016 | 메이킹 패밀리              | 고미연   | 한중합작  |
| 2017 | 여교사                     | 박효주   |           |
| 2017 | 천만영화 신과함께: 죄와 벌 | 송제대왕 | 특별출연, |

## 연기 외 활동

### 텔레비전 프로그램
| 연도   | 방송사   | 제목                                                  | 역할     | 비고                         |
| ------ | -------- | ----------------------------------------------------- | -------- | ---------------------------- |
| 1998년 | SBS      | 김혜수 플러스유                                       | 게스트   |                              |
| 2000년 | KBS2     | 이소라의 프로포즈                                     | 게스트   |                              |
| 2000년 | SBS      | 이홍렬쇼                                              | 게스트   |                              |
| 2003년 | SBS      | 좋은 친구들                                           | 게스트   | '최고의 만남' 코너           |
| 2003년 | SBS      | 신동엽 김원희의 헤이헤이헤이                          | 게스트   |                              |
| 2004년 | SBS      | 최수종쇼                                              | 게스트   |                              |
| 2004년 | KBS2     | 해피투게더                                            | 게스트   | '학교가는길/쟁반노래방' 코너 |
| 2004년 | MBC      | 일요일 일요일 밤에                                    | 게스트   | '브레인 서바이버' 코너       |
| 2004년 | MBC      | 전파견문록                                            | 게스트   |                              |
| 2004년 | SBS      | 야심만만 만명에게 물었습니다                          | 게스트   |                              |
| 2004년 | MBC      | 놀러와                                                | 게스트   |                              |
| 2006년 | SBS      | 야심만만 만명에게 물었습니다                          | 게스트   |                              |
| 2008년 | SBS      | 더 스타쇼                                             | 게스트   | 김하늘 편                    |
| 2008년 | 온스타일 | 김하늘 & 다니엘 헤니의 7일간의 사랑 : Sweet September | 본인     |                              |
| 2008년 | 온스타일 | 김하늘의 Travel Diary in Italy                        | 본인     |                              |
| 2009년 | tvN      | 월드스페셜 LOVE (김하늘, 이준기)                      | 본인     |                              |
| 2009년 | KBS2     | 박중훈쇼 대한민국 일요일밤                            | 게스트   |                              |
| 2011년 | KBS2     | 해피선데이 - 1박2일                                   | 게스트   | 여배우 특집 편               |
| 2011년 | MBC      | 휴먼다큐 사랑 - 엄마의 고백                           | 내레이션 |                              |
| 2012년 | SBS      | 힐링캠프 - 기쁘지 아니한가                            | 게스트   |                              |
| 2015년 | tvN      | 삼시세끼 정선편 시즌2                                 | 게스트   |                              |
| 2017년 | KBS2     | 유희열의 스케치북                                     | 게스트   |                              |
| 2020년 | JTBC     | 아는 형님                                             | 게스트   |                              |
| 2022년 | tvN      | 바퀴 달린 집 시즌 4                                   | 게스트   |                              |

### 라디오 프로그램
| 연도   | 방송사     | 제목                       | 역할   | 비고                     |
| ------ | ---------- | -------------------------- | ------ | ------------------------ |
| 2009년 | SBS 파워FM | 두시탈출 컬투쇼            | 게스트 | 2009년 4월 14일 방송분.  |
| 2011년 | MBC FM4U   | 푸른밤 정엽입니다          | 게스트 | 2011년 7월 13일 방송분.  |
| 2011년 | SBS 파워FM | 두시탈출 컬투쇼            | 게스트 | 2011년 11월 1일 방송분.  |
| 2016년 | MBC FM4U   | 두시의 데이트 박경림입니다 | 게스트 | 2016년 1월 8일 방송분.   |
| 2016년 | SBS 파워FM | 최화정의 파워타임          | 게스트 | 2016년 12월 19일 방송분. |

### 뮤직 비디오
| 연도 | 가수   | 노래        | 비고 |
| ---- | ------ | ----------- | ---- |
| 1998 | 조성모 | To Heaven   |      |
| 2002 | 포지션 | 마지막 약속 |      |
| 2009 | 조성모 | 행복했었다  |      |

### 음반
| 연도 | 음반명                                                             |
| ---- | ------------------------------------------------------------------ |
| 2008 | - SKY LOVE (드라마 온에어 OST)                                     |
| 2011 | - 밤하늘의 별을 (with 양정승)                                      |
| 2011 | - 너만 보여 with 장근석 (영화 너는펫 OST) - 좋아 (영화 너는펫 OST) |
| 2013 | - sky (김하늘 & 파스텔뮤직 컴필레이션)                             |
| 2014 | - 코이노니아 - 프란치스코 교황 방한 기념 (노영심)                  |
| 2017 | - Thema Tango 효주 (영화 여교사 OST)                               |

## 광고
| 연도      | 기업명                           | 제품명                            | 종류                  | 공동 출연      |
| --------- | -------------------------------- | --------------------------------- | --------------------- | -------------- |
| 1996      | 닉스 인터내셔널                  | 스톰(292513=STORM)                | 의류                  |                |
| 1997      | 재미유통                         | 싹스탑                            | 양말                  |                |
| 1998      | 동서식품                         | 맥스웰하우스                      | 캔커피                | 최성국         |
| 1998      | 한국P&G                          | 위스퍼듀오                        | 여성생리대            |                |
| 1999      | 쥬리아화장품                     | 로즈힐                            | 화장품                |                |
| 1999      | 한국 모토로라                    | 모토로라                          | 휴대폰                |                |
| 1999      | 라이온코리아                     | 식물나라                          | 바디제품              |                |
| 2000      | 연승어패럴                       | 클라이드                          | 의류                  |                |
| 2000      | 롯데제과                         | 이브껌                            | 껌                    |                |
| 2000      | (주)보루네오가구                 | 보루네오                          | 가구브랜드            | 유지태         |
| 2000      | 한불화장품                       | 오버클래스 아이디                 | 화장품                |                |
| 2001      | 한불화장품                       | 바탕                              | 화장품                |                |
| 2001      | 코데즈컴바인                     | 노튼                              | 의류                  |                |
| 2001      | 롯데칠성음료                     | 레쓰비                            | 캔커피                |                |
| 2002      | 한국 코카콜라                    | 하늘연차                          | 음료                  |                |
| 2002~2004 | 엠케이트렌드                     | 올드앤유                          | 의류                  | 배용준         |
| 2003      | (주)아노니                       | 아노니                            | 음료                  |                |
| 2003      | (주)메가월드                     | 메가월드                          | 쇼핑몰                |                |
| 2003      | 대현패션                         | 블루페페                          | 여성의류              |                |
| 2004      | LG유플러스                       | 국제전화 002                      | 통신사                |                |
| 2004      | 동아제약                         | 가그린                            | 구강청결제            |                |
| 2004      | 한일건설                         | 유앤아이                          | 아파트                |                |
| 2006      | 아프로파이낸셜                   | 러시앤캐시                        | 대출                  | 이병진         |
| 2006      | LG생활건강                       | 큐레어                            | 샴푸                  |                |
| 2008~2010 | (주)클럽클리오                   | 클리오                            | 화장품                |                |
| 2009      | 영화진흥위원회, 영상물보호위원회 | 굿다운로더 캠페인                 | 불법다운로드 공익광고 |                |
| 2009      | 신한금융그룹                     | 신한카드                          | 신용카드              | 송강호, 김남길 |
| 2010~2012 | 여명어패럴                       | 빅토비비                          | 여성 의류             |                |
| 2011      | 하이트진로                       | 맥스(MAX)                         | 주류                  | 김민희         |
| 2011      | 대전도시공사                     | 트리풀시티                        | 아파트                |                |
| 2012~2013 | LF (기업)                        | 닥스(DAKS)                        | 가방 액세서리         |                |
| 2012~2014 | 코리아나 화장품                  | 라비다                            | 화장품                |                |
| 2013~2015 | 까레라                           | 까레라진                          | 이탈리아 데님 브랜드  |                |
| 2016      | 아모레퍼시픽                     | 설화수 브라이트닝 쿠션 ※뷰티 화보 | 화장품                | 정혜영         |
| 2017      | 웅진코웨이                       | 콜러노비타                        | 비데 브랜드           |                |
| 2017~2018 | 에스티 로더                      | 에스티로더                        | 화장품                | 정혜영,설리    |
| 2017~2019 | 패션플랫폼                       | 헤라드레스코드                    | 여성 의류             |                |
| 2019      | ㈜휴앤온                         | 쉬움다이어트                      | 건강기능식품          |                |
| 2019      | 동국제약                         | 센텔리안24                        | 화장품                |                |
| 2020      | CJ오쇼핑                         | 셀렙샵 에디션                     | 여성 의류             |                |

## 수상 및 후보
| 연도 | 시상식                           | 부문                              | 작품                   | 결과 |
| ---- | -------------------------------- | --------------------------------- | ---------------------- | ---- |
| 1999 | 제20회 청룡영화상                | 여우조연상                        | 《닥터 K》             | 후보 |
| 2000 | 제8회 이천춘사대상영화제         | 신인여우상                        | 《동감》               | 후보 |
| 2000 | 제21회 청룡영화상                | 여우주연상                        | 《동감》               | 후보 |
| 2001 | 제37회 백상예술대상              | 영화부문 여자 신인연기상          | 《동감》               | 후보 |
| 2001 | SBS 연기대상                     | 인기상                            | 《피아노》             | 수상 |
| 2002 | MBC 연기대상                     | 대상                              | 《로망스》             | 후보 |
| 2002 | MBC 연기대상                     | 미니시리즈부문 여자 최우수연기상  | 《로망스》             | 수상 |
| 2003 | 제39회 백상예술대상              | 영화부문 갤러리아 인기상          | 《동갑내기 과외하기》  | 수상 |
| 2003 | 제24회 청룡영화상                | 여우주연상                        | 《동갑내기 과외하기》  | 후보 |
| 2003 | 제20회 코리아베스트드레서 시상식 | 여자배우부문                      |                        | 수상 |
| 2004 | 제40회 백상예술대상              | 영화부문 여자 최우수연기상        | 《그녀를 믿지 마세요》 | 수상 |
| 2004 | 제41회 대종상                    | 여우주연상                        | 《그녀를 믿지 마세요》 | 후보 |
| 2004 | 제25회 청룡영화상                | 여우주연상                        | 《그녀를 믿지 마세요》 | 후보 |
| 2007 | 제28회 청룡영화상                | 베스트드레서상                    |                        | 수상 |
| 2008 | 제2회 Mnet 20's Choice           | Hot 드라마 스타 여자부문          | 《온에어》             | 후보 |
| 2008 | 제2회 코리아 드라마 어워즈       | 여자 최우수연기상                 | 《온에어》             | 수상 |
| 2008 | SBS 연기대상                     | 대상                              | 《온에어》             | 후보 |
| 2008 | SBS 연기대상                     | 여자 최우수연기상                 | 《온에어》             | 수상 |
| 2008 | SBS 연기대상                     | 10대 스타상                       | 《온에어》             | 수상 |
| 2008 | 제29회 청룡영화상                | 인기스타상                        | 《6년째 연애중》       | 수상 |
| 2008 | 코리아 패션&디자인 어워드        | 올해의 베스트드레서상             |                        | 수상 |
| 2009 | 제3회 Mnet 20's Choice           | 20's 무비스타 여자부문            | 《7급 공무원》         | 후보 |
| 2009 | 제30회 청룡영화상                | 여우주연상                        | 《7급 공무원》         | 후보 |
| 2010 | 제7회 맥스무비 최고의 영화상     | 최고의 여자배우상                 | 《7급 공무원》         | 후보 |
| 2011 | 제48회 대종상                    | 여우주연상                        | 《블라인드》           | 수상 |
| 2011 | 제32회 청룡영화상                | 여우주연상                        | 《블라인드》           | 수상 |
| 2011 | 제20회 부일영화상                | 여우주연상                        | 《블라인드》           | 후보 |
| 2012 | 제1회 K-드라마 스타 어워즈       | 여자 최우수연기상                 | 《신사의 품격》        | 후보 |
| 2012 | SBS 연기대상                     | 주말·연속극부문 여자 최우수연기상 | 《신사의 품격》        | 수상 |
| 2012 | SBS 연기대상                     | 10대 스타상                       | 《신사의 품격》        | 수상 |
| 2012 | SBS 연기대상                     | 네티즌 최고 인기상                | 《신사의 품격》        | 수상 |
| 2016 | KBS 연기대상                     | 베스트 커플상 (with 이상윤)       | 《공항 가는 길》       | 수상 |
| 2016 | KBS 연기대상                     | 여자 네티즌상                     | 《공항 가는 길》       | 후보 |
| 2016 | KBS 연기대상                     | 미니시리즈부문 여자 우수연기상    | 《공항 가는 길》       | 후보 |
| 2016 | KBS 연기대상                     | 여자 최우수 연기상                | 《공항 가는 길》       | 수상 |
| 2016 | KBS 연기대상                     | 대상                              | 《공항 가는 길》       | 후보 |
| 2017 | 제53회 백상예술대상              | Instyle 베스트스타일상            | 《공항 가는 길》       | 수상 |
| 2017 | 제53회 백상예술대상              | TV부문 여자 최우수연기상          | 《공항 가는 길》       | 후보 |
| 2017 | 제22회 춘사영화상                | 여우주연상                        | 《여교사》             | 후보 |
| 2017 | 제26회 부일영화상                | 여우주연상                        | 《여교사》             | 후보 |
| 2019 | 제12회 코리아 드라마 어워즈      | 여자 최우수연기상                 | 《바람이 분다》        | 후보 |
| 2024 | KBS 연기대상                     | 대상                              | 《멱살 한번 잡힙시다》 | 후보 |
| 2024 | KBS 연기대상                     | 여자 최우수연기상                 | 《멱살 한번 잡힙시다》 | 후보 |
| 2024 | KBS 연기대상                     | 미니시리즈부문 여자 우수연기상    | 《멱살 한번 잡힙시다》 | 후보 |
| 2024 | KBS 연기대상                     | 여자 인기상                       | 《멱살 한번 잡힙시다》 | 후보 |
| 2024 | KBS 연기대상                     | 베스트 커플상 (with 연우진)       | 《멱살 한번 잡힙시다》 | 후보 |